# رپتسه‌سمره
رپتسه‌سِمره (به مجاری:  Répceszemere) یک روستا در مجارستان است که در ناحیه کاپووار واقع شده‌است. رپتسه‌سمره ۹٫۴۲ کیلومتر مربع مساحت و ۳۳۶ نفر جمعیت دارد.